# N 23 (Ukraine)
Die N 23 (kyrillisch Н 23) ist eine ukrainische Fernstraße „nationaler Bedeutung“. 
Sie führt von Kropywnyzkyj nach Saporischschja.

## Verlauf
- Kropywnyzkyj
- Nowhorodka
- Krywyj Rih
- Apostolowe
- Marjanske
- Nikopol
- Marhanez
- Tomakiwka
- Saporischschja